# The Vengeance of Rannah
The Vengeance of Rannah est un film muet américain réalisé par Tom Santschi et sorti en 1915.

## Fiche technique
- Réalisation : Tom Santschi
- Scénario : James Oliver Curwood, d'après son histoire
- Date de sortie :  États-Unis : 15 novembre 1915

## Distribution
- George Larkin
- Leo Pierson
- Lafe McKee
- Marion Warner
- Tom Santschi